# Ruby banji
Ruby banji (hangeul: 루비 반지, lett. L'anello di Ruby; titolo internazionale Ruby Ring, conosciuto anche come Ruby's Ring) è un serial televisivo sudcoreano trasmesso su KBS2 dal 19 agosto 2013 al 3 gennaio 2014.

## Trama
Ruby e Luna sono gemelle, anche se una, a insaputa di entrambe, è stata adottata, e sono una l'opposto dell'altra: Ruby è responsabile, obbediente e gentile, mentre Luna è manipolatrice, egoista e avida. Quando Ruby annuncia il suo fidanzamento con Bae Kyung-min, un uomo benestante che frequenta da tempo, la gelosia che Luna prova per la sorella s'inasprisce: è sempre stato il suo sogno, infatti, sposare un uomo ricco, mentre invece è rimasta incinta del fidanzato Na In-soo. Poco dopo, le due sorelle hanno un incidente stradale che le sfigura. Poiché l'anello di fidanzamento e i vestiti di Ruby vengono trovati addosso a Luna, i medici ricostruiscono i loro visi scambiandoli. Luna ha così l'occasione di vivere la vita di Ruby, che, quando si sveglia dal coma e recupera la memoria, scoprendo quello che la sorella sta facendo e che In-soo, pur conoscendo la verità, non intende fare nulla, progetta di vendicarsi.

## Personaggi
- Vera Jung Ruby/Jung Luna, interpretata da Lee So-yeon e Kim Chae-rin (da piccola).
- Vera Jung Luna/Jung Ruby, interpretata da Im Jung-eun.
- Bae Kyung-min, interpretato da Kim Suk-hoon.
Il marito di Ruby.
- Na In-soo, interpretato da Park Gwang-hyun.
Il fidanzato di Luna.
- Yoo Gil-ja, interpretata da Jung Ae-ri.
La madre di Ruby e Luna.
- Jung Cho-rim, interpretata da Byun Jung-soo.
La cognata di Gil-ja.
- Bae Chang-geun, interpretato da Jung Dong-hwan.
Il padre di Kyung-min.
- Park Kyung-sook, interpretata da Kim Seo-ra.
La madre di Kyung-min.
- Bae Sae-ra, interpretata da Kim Ga-yeon.
La sorella di Kyung-min.
- Jo Il-soon, interpretata da Kim Young-ok.
La nonna di Kyung-min.
- Seo Jin-hee, interpretata da Ha Joo-hee.
- Hwang Seok-ho, interpretata da Lee Hyo-young.
- Song Hye-ryun, interpretata da Kim Gyeo-wool.
- Noh Dong-pal, interpretato da Lee Hyun-woo.
Il fidanzato di Cho-rim.
- Go So-young, interpretata da Park Jin-joo.
- Jang Geum-hee, interpretata da Han Kyung-sun.
La donna delle pulizie di Kyung-min.
- Lee Eun-ji, interpretata da Bae Jung-ah.
Un'amica di Ruby e Luna.

## Ascolti
| Episodio | Data di trasmissione | Dati TNMS (%)       | Dati TNMS (%)              |
| Episodio | Data di trasmissione | A livello nazionale | Area metropolitana di Seul |
| -------- | -------------------- | ------------------- | -------------------------- |
| 1        | 19 agosto 2013       | 7,0                 | (<8,4)                     |
| 2        | 20 agosto 2013       | 5,6                 | (<7,4)                     |
| 3        | 21 agosto 2013       | 6,4                 | (<7,8)                     |
| 4        | 22 agosto 2013       | 6,3                 | (<7,8)                     |
| 5        | 23 agosto 2013       | 6,5                 | 6,3                        |
| 6        | 26 agosto 2013       | 7,2                 | (<8,7)                     |
| 7        | 27 agosto 2013       | 6,1                 | (<8,6)                     |
| 8        | 28 agosto 2013       | 7,3                 | (<7,5)                     |
| 9        | 29 agosto 2013       | 6,7                 | 6,0                        |
| 10       | 30 agosto 2013       | 6,7                 | 6,9                        |
| 11       | 2 settembre 2013     | 7,6                 | 6,8                        |
| 12       | 3 settembre 2013     | 7,3                 | 7,2                        |
| 13       | 4 settembre 2013     | 8,7                 | 8,4                        |
| 14       | 5 settembre 2013     | 8,7                 | 8,7                        |
| 15       | 6 settembre 2013     | 9,5                 | 9,1                        |
| 16       | 9 settembre 2013     | 7,8                 | 7,9                        |
| 17       | 11 settembre 2013    | 9,2                 | 9,2                        |
| 18       | 12 settembre 2013    | 8,5                 | 7,9                        |
| 19       | 13 settembre 2013    | 9,3                 | 9,7                        |
| 20       | 16 settembre 2013    | 10,0                | 10,3                       |
| 21       | 17 settembre 2013    | 8,5                 | 8,2                        |
| 22       | 18 settembre 2013    | 7,9                 | 7,6                        |
| 23       | 19 settembre 2013    | 7,2                 | 6,6                        |
| 24       | 20 settembre 2013    | 10,4                | 10,4                       |
| 25       | 23 settembre 2013    | 10,1                | 10,1                       |
| 26       | 24 settembre 2013    | 10,6                | 9,5                        |
| 27       | 25 settembre 2013    | 10,8                | 9,5                        |
| 28       | 26 settembre 2013    | 9,0                 | 8,9                        |
| 29       | 27 settembre 2013    | 10,9                | 10,8                       |
| 30       | 30 settembre 2013    | 10,0                | 10,4                       |
| 31       | 1º ottobre 2013      | 9,4                 | 9,4                        |
| 32       | 2 ottobre 2013       | 10,6                | 10,4                       |
| 33       | 3 ottobre 2013       | 10,9                | 11,0                       |
| 34       | 4 ottobre 2013       | 10,7                | 10,7                       |
| 35       | 7 ottobre 2013       | 11,3                | 12,2                       |
| 36       | 9 ottobre 2013       | 12,4                | 12,0                       |
| 37       | 10 ottobre 2013      | 11,4                | 10,9                       |
| 38       | 11 ottobre 2013      | 12,7                | 13,3                       |
| 39       | 14 ottobre 2013      | 11,9                | 12,0                       |
| 40       | 15 ottobre 2013      | 11,8                | 12,7                       |
| 41       | 16 ottobre 2013      | 11,1                | 10,9                       |
| 42       | 18 ottobre 2013      | 11,4                | 11,6                       |
| 43       | 21 ottobre 2013      | 12,1                | 12,0                       |
| 44       | 22 ottobre 2013      | 10,9                | 11,0                       |
| 45       | 23 ottobre 2013      | 13,6                | 13,3                       |
| 46       | 25 ottobre 2013      | 12,4                | 12,1                       |
| 47       | 26 ottobre 2013      | 10,3                | 10,1                       |
| 48       | 30 ottobre 2013      | 12,9                | 12,3                       |
| 49       | 31 ottobre 2013      | 12,0                | 11,1                       |
| 50       | 4 novembre 2013      | 12,9                | 12,9                       |
| 51       | 5 novembre 2013      | 12,7                | 13,1                       |
| 52       | 6 novembre 2013      | 14,7                | 14,2                       |
| 53       | 7 novembre 2013      | 13,9                | 13,7                       |
| 54       | 8 novembre 2013      | 14,0                | 13,8                       |
| 55       | 11 novembre 2013     | 14,1                | 14,4                       |
| 56       | 12 novembre 2013     | 12,9                | 12,8                       |
| 57       | 13 novembre 2013     | 13,9                | 14,4                       |
| 58       | 14 novembre 2013     | 13,9                | 13,8                       |
| 59       | 18 novembre 2013     | 13,6                | 14,3                       |
| 60       | 19 novembre 2013     | 12,9                | 13,1                       |
| 61       | 20 novembre 2013     | 14,0                | 14,0                       |
| 62       | 21 novembre 2013     | 13,7                | 13,7                       |
| 63       | 22 novembre 2013     | 14,7                | 13,1                       |
| 64       | 25 novembre 2013     | 14,2                | 14,1                       |
| 65       | 26 novembre 2013     | 13,2                | 13,2                       |
| 66       | 27 novembre 2013     | 17,0                | 16,3                       |
| 67       | 28 novembre 2013     | 16,3                | 15,3                       |
| 68       | 29 novembre 2013     | 15,9                | 15,8                       |
| 69       | 2 dicembre 2013      | 15,6                | 16,3                       |
| 70       | 3 dicembre 2013      | 15,4                | 14,9                       |
| 71       | 4 dicembre 2013      | 17,1                | 17,4                       |
| 72       | 5 dicembre 2013      | 14,8                | 15,0                       |
| 73       | 6 dicembre 2013      | 15,8                | 15,3                       |
| 74       | 9 dicembre 2013      | 17,3                | 17,3                       |
| 75       | 10 dicembre 2013     | 14,5                | 15,3                       |
| 76       | 11 dicembre 2013     | 16,4                | 16,8                       |
| 77       | 12 dicembre 2013     | 17,5                | 17,9                       |
| 78       | 13 dicembre 2013     | 16,1                | 17,2                       |
| 79       | 16 dicembre 2013     | 16,9                | 16,6                       |
| 80       | 17 dicembre 2013     | 16,8                | 16,9                       |
| 81       | 18 dicembre 2013     | 17,5                | 17,9                       |
| 82       | 19 dicembre 2013     | 16,2                | 16,3                       |
| 83       | 20 dicembre 2013     | 16,7                | 16,0                       |
| 84       | 23 dicembre 2013     | 17,5                | 18,2                       |
| 85       | 24 dicembre 2013     | 15,3                | 15,6                       |
| 86       | 25 dicembre 2013     | 8,3                 | 18,2                       |
| 87       | 26 dicembre 2013     | 18,0                | 18,0                       |
| 88       | 27 dicembre 2013     | 18,9                | 19,1                       |
| 89       | 30 dicembre 2013     | 18,3                | 17,9                       |
| 90       | 31 dicembre 2013     | 16,2                | 17,2                       |
| 91       | 1º gennaio 2014      | 22,0                | 22,0                       |
| 92       | 2 gennaio 2014       | 21,2                | 20,8                       |
| 93       | 3 gennaio 2014       | 21,1                | 22,7                       |

## Riconoscimenti
| Anno | Premio           | Categoria                                              | Ricevente       | Risultato       |
| ---- | ---------------- | ------------------------------------------------------ | --------------- | --------------- |
| 2013 | KBS Drama Awards | Premio all'eccellenza, attore in un drama giornaliero  | Kim Suk-hoon    | Vincitore/trice |
| 2013 | KBS Drama Awards | Premio all'eccellenza, attore in un drama giornaliero  | Park Gwang-hyun | Candidato/a     |
| 2013 | KBS Drama Awards | Premio all'eccellenza, attrice in un drama giornaliero | Lee So-yeon     | Vincitore/trice |
| 2013 | KBS Drama Awards | Premio all'eccellenza, attrice in un drama giornaliero | Im Jung-eun     | Candidato/a     |